# Aleksandrów Kujawski
Aleksandrów Kujawski je město v Polsku v Kujavsko-pomořském vojvodství v okrese Aleksandrów. Je správním centrem stejnojmenné městsko-vesnické gminy a okresu. Nachází se zhruba 16 kilometrů jižně od Toruně. V roce 2023 zde žilo 11 474 obyvatel.

## Historie
Aleksandrów Kujawski byl založen v roce 1834 během Kongresového Polska a jeho název pochází od jména Aleksandera Sumińského - polského šlechtice, majitele panství Ośno, od nějž byl oddělen statek s názvem Aleksandrowo. Aleksander Sumiński byl synem polského armádního důstojníka Jana Stanisława Sumińského (1786–1839) a Julie Józefy rozené Dąmbské (1792–1863).  

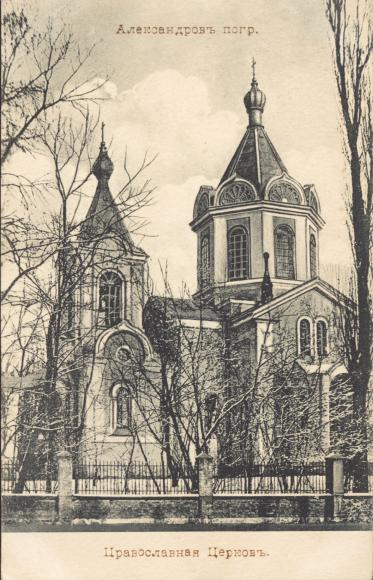
Kostel sv. Alexandra Něvského, zničený v letech 1930-1933

Zprvu bylo Aleksandrowo obýváno farmáři, čeledíny a pastýři. V roce 1858 v obci žilo asi 50 římských katolíků. Intenzivní rozvoj místa začal rozhodnutím o výstavbě železnice Varšava–Bydhošť a vyznačením místa v blízkosti obce pro stavbu pohraniční stanice. Již v roce 1859 začali přicházet někteří další osadníci: tesaři, pekaři, řezníci či dělníci. Nádražní budova byla zprovozněna v prosinci 1862 a zahájení železniční komunikace obohatilo obec o železničáře, úředníky celní komory a poštovní pracovníky. V hojném množství přicházeli též Rusové a Němci. V té době se v Aleksandrówě usadili i Židé, kteří našli uplatnění především v obchodu a službách. Jednou z důležitých událostí v historii města je účast zaměstnanců místní železnice a celního úřadu na přesunech osob a zbraní během lednového povstání v roce 1863.
Přestože pravoslavná populace byla ve městě malá, byla zde roku 1877 založena pravoslavná církev. Sloužil ji kněz dojíždějící z Włocławku. Vznik kostela sv. Alexandra Něvského v pohraničním městě, na náměstí umožňujícím výhled na budovu z oken projíždějících vlaků, měl být tehdy spojen s propagandistickou funkcí. V roce 1914 byla v důsledku německého ostřelování poškozena klenba. Většina ruských úředníků a jejich rodin opustila Aleksandrów před vstupem německých jednotek. Zbývající ortodoxní komunita nebyla schopna provést renovaci. Budova kostela byla následně zbořena v letech 1930–1933.
V roce 1880 bylo získáno potřebné povolení ke stavbě římskokatolické kaple. Pozemek pro chrám dal k dispozici Władysław Trojanowski - majitel panství s názvem Białebłoto. Zděná stavba v novogotickém stylu byla poprvé využita v roce 1886, rozšíření spočívající v přístavbě transeptu bylo dokončeno kolem roku 1899.
Po celou dobu rozdělení během první světové války měl Aleksandrów status vesnice a oficiální název byl stejný jako v 19. století - Aleksandrowo. Vzhledem k existenci velkého množství stejnojmenných osad byl k názvu přidán přívlastek „hraniční“, aby nedošlo k záměně v železniční a telegrafní komunikaci. Tímto způsobem tak vznikl název „Aleksandrów Pograniczny“. V roce 1916 bylo rozhodnuto přidat k názvu přídavné jméno „Kujawski“. Aleksandrów ve stejné době získal městská práva, omezená však podmínkami okupace, od německých úřadů v roce 1916 a plná práva byla udělena výnosem hlavy státu Józefa Piłsudského ze 4. února 1919.
Jednou ze základních otázek po 1. světové válce, kterou bylo potřeba regulovat, byl nucený výkup pozemků, na kterých bylo město založeno, protože téměř všechny objekty se nacházely na pozemcích, které nepatřily vlastníkům objektů. Následný rozvoj průmyslu a veřejné výstavby způsobil, že bylo do Aleksandrówa přeneseno sídlo okresu Nieszawa. V letech 1920–1921 byl ve městě internační tábor pro bývalé vojáky Aktivní armády Ukrajinské lidové republiky.
Během německé okupace v letech 1943 až 1945 se město jmenovalo Weichselstädt. Dobyly ho po bojích s německou armádou 22. ledna 1945 jednotky 125. sboru 47. armády 1. běloruského frontu Rudé armády. Po válce byl na náměstí 1. května vystavěn pomník Rudé armádě. V letech 1975–1998 město náleželo do Włocławského vojvodství.

## Hospodářství
Aleksandrów je hospodářským centrem kovodělného, polygrafického a potravinářského průmyslu. Rozvíjen je zde dále také keramický a dřevařský průmysl, známý pro výrobky z proutí. Ve městě je také pobočka sanatoria Ciechocinek. Z nákupních středisek se ve městě nachází dvě prodejny Biedronka, dvě prodejny Netto, Rossmann a Bricomarché, Lidl, Polo a tři supermarkety Dino.

## Doprava
Město se rozkládá na levé straně od dálnice A1, z níž je na město veden dálniční sjezd. Přes centrální část Alexandrówa je vedena silnice II/226, která jej spojuje s Ciechocinkem a obcemi západně od města. Katastrem města je současně vedena taktéž silnice I/91 která je vystavěna souběžně s dálnicí A1 a která je dvouproudovou spojnicí měst Włocławek a Toruň. S okolními sídelními jednotkami je město spojeno cestami nižších tříd, které zároveň propojují město s přilehlým vojenským cvičištěm Toruň, se kterým město sdílí hranici.
Aleksandrów Kujawski je místním železničním uzlem. Hlavní nádraží leží na trati 18 Kutno – Piła Główna. Odbočku zde má menší trať 245 do Ciechocinku s jednou mezizastávkou ve vesnici Odolion. Z autobusové dopravy zde zastavují některé meziměstské linky, včetně dálkových linek spojující město kupř. s Lodží.

## Kultura
Od roku 1920 působí ve městě Městský sportovní klub Orlęta Aleksandrów Kujawski a v provozu je i Městské kulturní středisko, kde před několika lety fungovalo kino. Roli prosperujícího kulturního centra převzal klub s názvem "Fado", který je v současnosti kulturně nejaktivnějším místem.
Již několik let se v Aleksandrówě a sousedních městech Ciechocinek a Łazieniec, koná cyklická akce známá jako „Bílá lokomotiva“, na které se schází komunita místních umělců zabývajících se nejen psaným slovem, ale také hudbou a divadlem.
Kromě toho město již několik let pořádá „Stachuriádu“, což je také akce věnovaná Edwardu Stachurovi (polskému písničkáři a spisovateli). Dechový orchestr Sboru dobrovolných hasičů ve městě funguje od roku 1907 a tvoří jej přes 30 hudebníků.

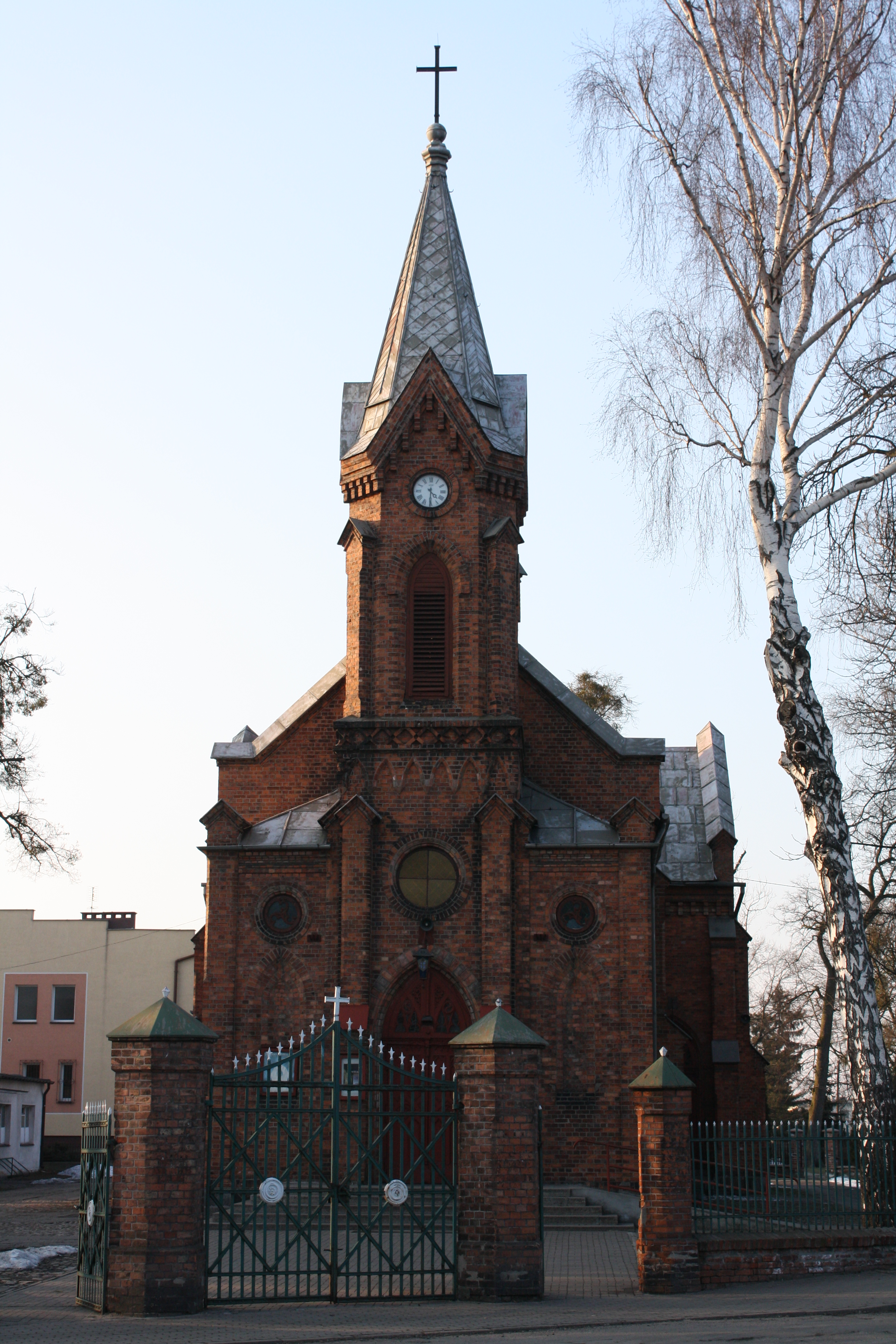
Kostel Proměnění páně

## Pamětihodnosti
Město je jedním z míst úpravy solanky. Mezi nejvýznamnější památky Aleksandrówa patří nádraží, v jehož bytech 4. září 1879 přijal cara Alexandra II. Romanova německý císař Vilém I. Pruský, a novogotický kostel sv. Proměnění Páně, postavený v letech 1882–1886 a rozšířený před rokem 1899.
Mezi další památky patří:
- Farni kostel Proměnění páně z roku 1896
- Klášter Služebnic Panny Marie z roku 1890
- Komplex římskokatolického hřbitova z 2. poloviny 19. století, na ul. Frederyka Chopina
- Hřbitov (ruských vojáků) obětí 1. světové války
- Palácový komplex rodiny Trojanowských zahrnující palác z doby kolem roku 1864 a park z 1. poloviny 19. století
- Reálka, v současnosti salesiánská reálka z let 1913-1916 na ul. Frederyka Chopina
- Areál železniční stanice, zahrnující nádraží z 2. poloviny 19. století, vodárenskou věž z roku 1895, 3 obytné domy, ul. Wojska Polskiego z let 1893-1895 a náměstí
- Pravoslavný presbytář, v současnosti pravoslavný dům a kaple z roku 1893, na ul. Wojska Polskiego

V roce 2011 byla na ul. Kochanowskiego vysazena lípa malolistá o obvodu 320 cm se jménem „Urszulka“.

## Osobnosti
- Grzegorz Królikiewicz (1939–2017) – režisér, scenárista
- Domicela Kopaczewska (* 1958) – politička, pedagožka
- Michał Jaros (* 1981) – politik (PO)
- Bartosz Filipiak (* 1994) – volejbalista

## Partnerská města
- Ivančice, Česko
- Valka, Lotyšsko